# Carl Dietz (Politiker)
Carl Bernhard Dietz (* 25. März 1870 in Coburg; † 22. April 1943 in Bremen) war ein deutscher Pädagoge und Politiker (Nationalliberale Partei und Deutsche Volkspartei).

## Biografie
Dietz war der Sohn eines Gerbermeisters. Er besuchte das Gymnasium in Meiningen und Coburg und studierte in München, Berlin und Leipzig die neueren Sprachen. Er promovierte zum Dr. phil. Danach war er zunächst als Hilfslehrer in Sachsen tätig. 1897 erhielt er eine Lehrerstelle an der Handelsschule in Bremen. 1906 wurde er Direktor und Professor der neuen Oberrealschule an der Dechanatstraße (Lüderitzschule / Gymnasium an der Parsevalstraße) in Bremen. Sein Leitungsstil soll sehr patriarchalisch gewesen sein. Er blieb auch nach der Reformierung der Direktorialverfassung von 1919 Direktor der Schule.
Er war vor dem Ersten Weltkrieg Mitglied der National Liberalen Partei. Von 1909 bis 1918 war er Mitglied der Bremer Bürgerschaft. Nach dem Krieg gehörte er der DVP an und wirkte im bremischen Vorstand der Partei. 1919/20 war er Mitglied der verfassungsgebenden Bremer Nationalversammlung und von 1920 bis 1933 wieder Mitglied und Fraktionsvorsitzender seiner Partei in der Bremer Bürgerschaft.
Noch im Februar 1933 setzt er sich in der Bürgerschaft für eine Fortsetzung der von reformfreudigen Lehrern gegründeten Versuchsschulen ein und sprach entschieden gegen einen dagegen stehenden nationalsozialistischen Antrag. Infolge seiner Konflikte mit den Nazis in dieser Zeit wurde er als Direktor der Schule am 30. März 1933 fristlos beurlaubt und entlassen. Sein Nachfolger wurde Dr. Friedrich Hackenberg.